# David Koresh
David Koresh (tên khai sinh: Vernon Wayne Howell; sinh: 17 tháng 8 năm 1959; mất: 19 tháng 4 năm 1993) là người lãnh đạo Giáo phái Branch Davidian, ông tin rằng ông là nhà tiên tri cuối cùng.
Ông gia nhập một nhóm giáo phái tách ra từ Giáo hội Cơ Đốc Phục Lâm mà sau này là Giáo phái Branch Davidian. Sau khi George Roden, cựu lãnh đạo của giáo phái này, bị bắt về tội giết người, ông trở thành lãnh đạo giáo phái này. Ông đã từng bị cáo buộc là theo chế độ đa thê và lạm dụng tình dục trẻ em. Sau đó ông cũng bị Cục Rượu, bia, súng và thuốc lá Hoa Kỳ cáo buộc vi phạm luật vũ khí, dẫn tới cuộc vây hãm ở Waco. Ông thiệt mạng trong ngày cuối của cuộc vây hãm này.

## Cuộc sống cá nhân
David Koresh sinh ra với tên Vernon Wayne Howell vào ngày 17 tháng 8 năm 1959 tại Houston, Texas. Mẹ ông là một bà mẹ đơn thân 15 tuổi tên Bonnie Sue Clark (8 tháng 9 năm 1944 – 23 tháng 1 năm 2009). Cha ông là Bobby Wayne Howell (3 tháng 8 năm 1939 – 16 tháng 7 năm 2008). Trước khi ông sinh ra thì cha ông đã gặp mẹ ông khi bà 14 tuổi. Koresh chưa bao giờ gặp cha và ông sống với mẹ.
Khi ông 4 tuổi, ông phải sống với bà ngoại là Earline Clark.
Khi ông 22 tuổi, ông có quan hệ tình cảm với một cô gái 15 tuổi và làm cô ấy có thai.
Năm 1982, ông đến Waco, Texas, nơi sau này thành lập Giáo phái Branch Davidian. Sỡ dĩ Howell đổi tên thành David Koresh vì Koresh là tên Ba Tư của Cyrus Đại đế.

## Lãnh đạo Giáo phái Branch Davidian
Một số người suy đoán rằng ông đã quan hệ tình dục với Lois Roden, lúc đó là lãnh đạo của giáo phái. Con trai của Lois Roden là George Roden được dự định sẽ là lãnh đạo của giáo phái này. Sau đó David Koresh đã có một cuộc cạnh tranh quyền lực tại Giáo phái Branch Davidian.
Năm 1985, Koresh cùng khoảng 25 người đến lập trại tại Palestine, Texas cách Waco khoảng 90 dặm Anh (140 km)
Năm 1990, ông tin rằng nơi tử đạo của Cyrus Đại đế là ở Israel, nhưng đến năm 1991, ông lại bị thuyết phục dễ dàng là nơi Cyrus Đại đế tử đạo ở Hoa Kỳ (!)
Sau khi Lois Roden qua đời, Branch Davidian tự hỏi rằng họ có chiếm lại núi Carmel Center được không. Vào cuối năm 1987, sự tài trợ cho George Roden giảm dần đi. Để lấy lại núi Carmel Center, Koresh và Roden đã mở ra một cuộc thi làm cho xác chết sống lại. Koresh đã lợi dụng cơ hội này để kiện Roden về tội xâm phạm thi thể. Cuối cùng, Roden bị bắt và ông thành lãnh đạo của giáo phái.
Sau khi bị bắt, Roden để lại tiền nợ thuế lên tới hàng nghìn USD. Khi khai hoang núi Carmel Center, Koresh đã phát hiện một phòng thí nghiệm methamphetamine.

## Những lời buộc tội
Koresh đã bị buộc tội lạm dụng tình dục trẻ em và vi phạm luật vũ khí. Nhưng việc ông lạm dụng tình dục trẻ em là không chắc chắn.

## Cuộc vây hãm ở Waco
Ngày 28 tháng 2 năm 1993, Cục Rượu, bia, súng và thuốc lá liên bang (ATF) bắt đầu cuộc đột kích vào tòa nhà của giáo phái Branch Davidian vì cáo buộc giáo phái này vi phạm luật vũ khí, dẫn đến làm 4 nhân viên ATF và 6 tay súng của giáo phái thiệt mạng.
Trong cuộc vây hãm, Koresh đã bị thiệt mạng vì bị đạn bắn. 51 ngày vây hãm kết thúc vào ngày 19 tháng 4 khi Janet Reno đồng ý cho FBI kết thúc cuộc vây hãm.